# Kurt Knispel
Kurt Knispel (né le 20 septembre 1921 à Zuckmantel, en Tchécoslovaquie, et mort le 28 avril 1945 à Vrbovec en République tchèque, est un militaire allemand de la Seconde Guerre mondiale.
Tankiste talentueux, mais insubordonné il a occupé plusieurs postes à bord d'un panzer. Il n'a d'ailleurs jamais été proposé pour un poste d'officier.
Knispel a été largement décrit dans le deuxième volet de la populaire série de fiction historique Panzer Aces, écrite par Franz Kurowski. Alfred Rubbel, l'officier supérieur de Knispel pendant la guerre, a contesté le récit de Kurowski sur les prétendues victoires et récompenses de Knispel dans les chars. Rubbel a décrit l'ouvrage de Kurowski sur Knispel comme « un pur scandale. Tout ce qu'il a écrit là-dedans est inventé -- sauf les citations qu'il met dans ma bouche. Tout cela est complètement faux ». Les propos de Rubbel sont rapportés par Roman Toppel, un historien allemand spécialiste de l'armée allemande pendant la Seconde Guerre mondiale,.
Il devient, très jeune, apprenti dans l'industrie automobile. C'est donc un technicien en mécanique et il est incorporé dans l'armée allemande après l'annexion de la région des Sudètes par l'Allemagne nazie, à la suite des Accords de Munich, suivie en mars 1939 par l'annexion de la Bohême et Moravie démantelant ainsi la Tchécoslovaquie le 6 septembre 1940.

## L'apprentissage et le début du conflit
Son apprentissage dure jusqu'au 11 juin 1941, à Żagań et Putlos.
D'abord chargeur dans un Panzer IV à canon court lors du début de l'opération Barbarossa, il se fait vite remarquer dès le début de la campagne du front de l’Est en tant que tireur émérite. Il a son style : il détruit les chars soviétiques en un coup à chaque fois par un obus placé entre la caisse et la tourelle. Lors du siège de Léningrad, il se fait remarquer par ses supérieurs.

## La consécration
En janvier 1943, Knispel est déjà crédité d'une douzaine de victoires. Il est suffisamment bon tireur pour être sélectionné dans le cadre des formations au nouveau matériel blindé. Il va ainsi percevoir l'un des tout nouveaux Tigre I.
Dès son retour sur le Front de l'Est, il se distingue au cours des combats dans la poche de Korsun, et lors de la bataille de Koursk, au cours de laquelle il détruit 27 blindés. Il combat ensuite en Normandie dans le secteur de Caen. Kurt Knispel est alors aux commandes d'un Tigre II Ausf B, dont l'allonge du 88 mm lui permet de détruire deux chars et quelques véhicules dans le difficile bocage normand.
Lors de sa dernière journée en Moravie du Sud, Kurt Knispel détruit vraisemblablement un dernier char d'assaut avant d'être confronté à des chars de l'Armée rouge, sans doute des T-34/85.
Il est blessé alors qu'il dirige les tirs depuis la tourelle de son char à Wostitz (Reichsgau NiederDonau, anciennement en Tchécoslovaquie annexée par le Troisième Reich après les accords de Munich). Il décède le 28 avril 1945 dans un petit hôpital militaire proche, à Urbau.
Des archéologues tchèques (Vlastimil Šildberger, etc.) retrouvent ses ossements le 10 avril 2013 à Vrbovec (district de Znojmo, République tchèque) avec un fragment de métal (4 cm) dans son crâne. Il est enterré depuis le 12 novembre 2014 au Cimetière central - département de guerre allemand à Brno (République tchèque).

## La mort
Plusieurs dates ont été avancées pour le décès de Knispel.
- K. K. est mort, le 28 avril 1945[6].
- K. K. est blessé, le 29 avril 1945 à Stronsdorf (Autriche) est décédé à Vrbovec[7].
- K. K. est blessé, le 30 avril 1945[8] à Vlasatice et décédé à Vrbovec[6].
- K.K. est blessé et décédé, le 30 avril 1945 à Vrbovec[3].